# Liste der Biografien/Hax
Liste der Biografien |
Portal Biografien |
Personensuche
# |
A |
B |
C |
D |
E |
F |
G |
H |
I |
J |
K |
L |
M |
N |
O |
P |
Q |
R |
S |
T |
U |
V |
W |
X |
Y |
Z |
?
 
Ha |
Hd |
He |
Hi |
Hj |
Hk |
Hl |
Hm |
Hn |
Ho |
Hr |
Hs |
Ht |
Hu |
Hv |
Hw |
Hy
 
Haa |
Hab |
Hac |
Had |
Hae–Haf |
Hag |
Hah |
Hai |
Haj |
Hak |
Hal |
Ham |
Han |
Hao |
Hap |
Haq |
Har |
Has |
Hat |
Hau |
Hav |
Haw |
Hax |
Hay |
Haz
Die Liste der Biografien führt alle Personen auf, die in der deutschsprachigen Wikipedia einen Artikel haben. Dieses ist eine Teilliste mit 41 Einträgen von Personen, deren Namen mit den Buchstaben „Hax“ beginnt.

## Hax
- Hax, Georg (1870–1952), deutscher Wasserspringer, Wasserballspieler, Kunstturner und Sportfunktionär
- Hax, Heinz (1900–1969), deutscher Sportschütze
- Hax, Herbert (1933–2005), deutscher Ökonom
- Hax, Karl (1901–1978), deutscher Betriebswirt
- Hax, Mike (* 1970), deutscher Judoka
- Hax, Philipp (1772–1831), Landtagsabgeordneter Großherzogtum Hessen
- Hax-Schoppenhorst, Thomas (* 1955), deutscher Sachbuchautor und Pädagoge

### Haxa
- Haxall, Lee, US-amerikanische Filmeditorin

### Haxb
- Haxby, William F. (1949–2006), US-amerikanischer Geologe

### Haxe
- Haxel, Heinrich (1901–1971), deutscher Bibliothekar und Literaturwissenschaftler
- Haxel, Julius (1904–1983), deutscher Landwirt, Winzer und Politiker (SPD), MdL
- Haxel, Otto (1909–1998), deutscher Physiker

### Haxh
- Haxha, Florian (* 2002), kosovarischer Fußballspieler
- Haxhi, Altin (* 1975), albanischer Fußballspieler
- Haxhinasto, Edmond (* 1966), albanischer Politiker
- Haxhiu, Albulena (* 1987), kosovarische Politikerin der Lëvizja VetëvendosjeAlbulena Haxhiu (* 1987)

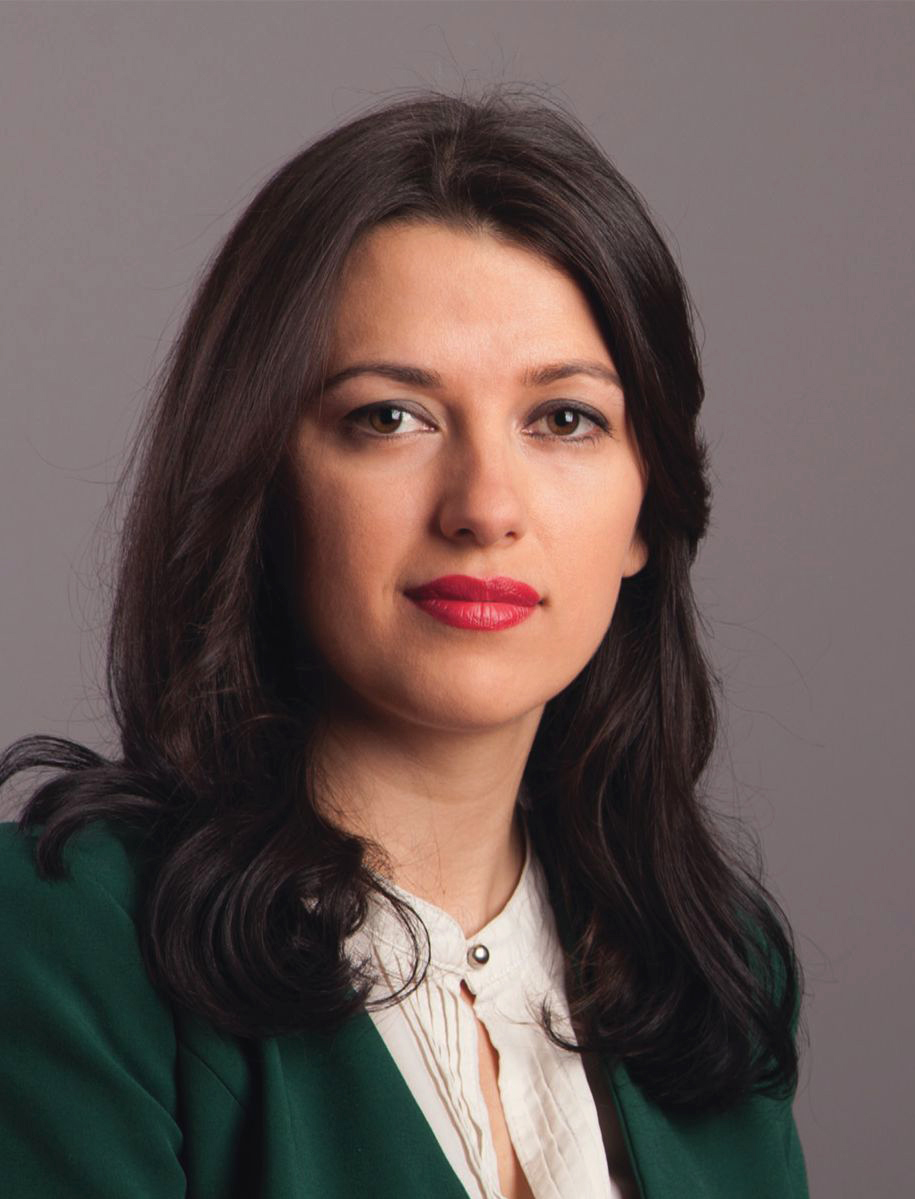
Albulena Haxhiu (* 1987)

- Haxhosaj, Halil (* 1946), kosovarischer Schriftsteller
- Haxhosaj, Mehmet (* 1972), albanischer Autor

### Haxo
- Haxo, Francis T. (1921–2010), US-amerikanischer Meeresbiologe
- Haxo, François Nicolas Benoît (1774–1838), französischer General

### Haxp
- Haxpointner, Alois (1893–1979), deutscher Antifaschist

### Haxs
- Haxsen, Ottomar (1898–1972), deutscher Politiker (DP/CDU), MdL

### Haxt
- Haxthausen, Anton Wolf von (1647–1694), deutscher Diplomat und Oberlanddrost in dänischen Diensten
- Haxthausen, August Franz von (1792–1866), deutscher Agrarwissenschaftler, Nationalökonom, Jurist, Landwirt und Schriftsteller sowie Volksliedersammler
- Haxthausen, Christian August von (1653–1696), sächsischer Hofmeister
- Haxthausen, Christian Friedrich von (1690–1740), deutscher Kammerherr und Oberlanddrost in dänischen Diensten
- Haxthausen, Clemens August von (1738–1793), königlich-dänischer General der Infanterie
- Haxthausen, Frederik von (1750–1825), norwegisch-dänischer Offizier, erster Regierungschef und Finanzminister Norwegens
- Haxthausen, Georg von († 1616), Domherr in Münster
- Haxthausen, Gregers Kristian von (1732–1802), dänischer Adliger und Minister
- Haxthausen, Heinrich (1624–1702), deutscher Jurist, Politiker und Bürgermeister in Kassel
- Haxthausen, Hermann Adolph von (1703–1768), Obermarschall und Landeshauptmann im Hochstift Paderborn
- Haxthausen, Johann August von (1693–1762), kursächsischer General
- Haxthausen, Johann Friedrich von (1858–1914), deutscher Diplomat
- Haxthausen, Johann Raab von (1659–1733), kurpfälzischer General, kaiserlicher Feldmarschall-Leutnant
- Haxthausen, Walter von (1864–1935), preußischer Generalmajor
- Haxthausen, Werner Adolph von (1744–1823), deutscher Adliger, paderbornischer Drost
- Haxthausen, Werner von (1780–1842), deutscher Staatsbeamter und Philologe
- Haxthausen, Wilhelm von (1874–1936), deutscher Konteradmiral der Reichsmarine
- Haxton, Isaac (* 1985), US-amerikanischer PokerspielerIsaac Haxton (* 1985)

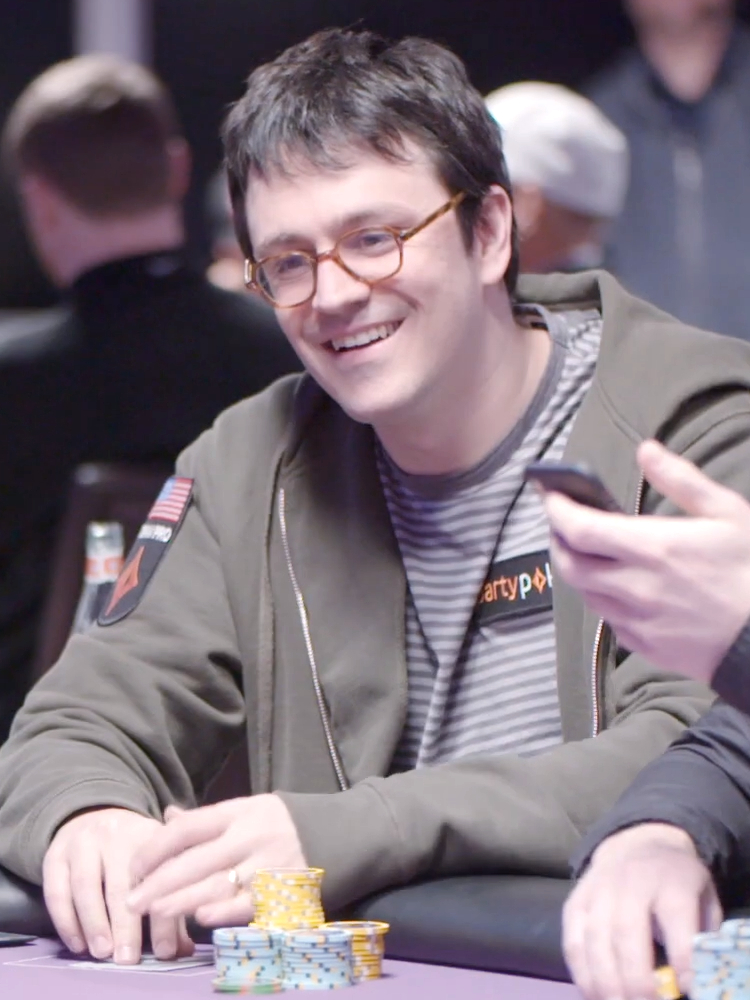
Isaac Haxton (* 1985)

- Haxton, Wick (* 1949), US-amerikanischer theoretischer Kern- und Astrophysiker